# Jaromír Krejcar
Jaromír Krejcar (25. července 1895 Hundsheim – 5. října 1950 Londýn) byl architekt, návrhář nábytku, výtvarník, vysokoškolský profesor, vydavatel a teoretik. S první ženou Jiřinou Buckovou měli syna Jaromíra. S druhou ženou Milenou Jesenskou měli dceru Janu – „Honzu“. Třetí a poslední ženou byla Riva Krejcar.

## Život
Narodil se v dolnorakouském Hundsheimu.
Vyučil se zedníkem, vystudoval pražskou Průmyslovou školu stavební, pracoval jako stavbyvedoucí a vystudoval architekturu u profesora Jana Kotěry na Akademii výtvarných umění (AVU, 1918–21). Po dvou letech u Josefa Gočára se v roce 1923 osamostatnil.
Od 20. let minulého století rozhodný zastupitel funkcionalismu a purismu proti tehdy stále ještě přežívajícímu historismu a dekorativismu. Reprezentoval Bauhaus v Československu. Zakladatel Klubu za novou Prahu, člen Sdružení architektů, Levé fronty, Svazu socialistických architektů a Devětsilu (1922).
Okouzlen komunismem krátce pracoval v Moskvě (1934–35), vzápětí se rozčarován vrátil a ukončil kontakty s levicí kolem Karla Teigeho.
V roce 1937 získal dvě Velké ceny a Zlatou medaili za architekturu na mezinárodní výstavě v Paříži. Jeho československý pavilon (spolu se Z. Kejřem, B. Soumarem a Ladislavem Sutnarem) reprezentoval jednu z nejvyspělejších průmyslových zemí světa. Jedna z prvních staveb avantgardní architektury – ocel, sklo, světlo – vznikající těsně před válkou, na kterou navázal až high-tech v 60. letech minulého století.
V prvním válečném exilu žil a pracoval v Londýně. Krátce profesorem (1946–48) na VUT v Brně. Opět odešel do exilu po puči v únoru 1948 a vyučoval na tamější renomované škole architektury Architectural Association (AA). 
Jaromír Krejcar zemřel v londýnské University College Hospital 5. října 1950 ve věku 55 let na krevní sraženinu, poté co byl hospitalizován při zápalu plic.

## Dílo
Stavby

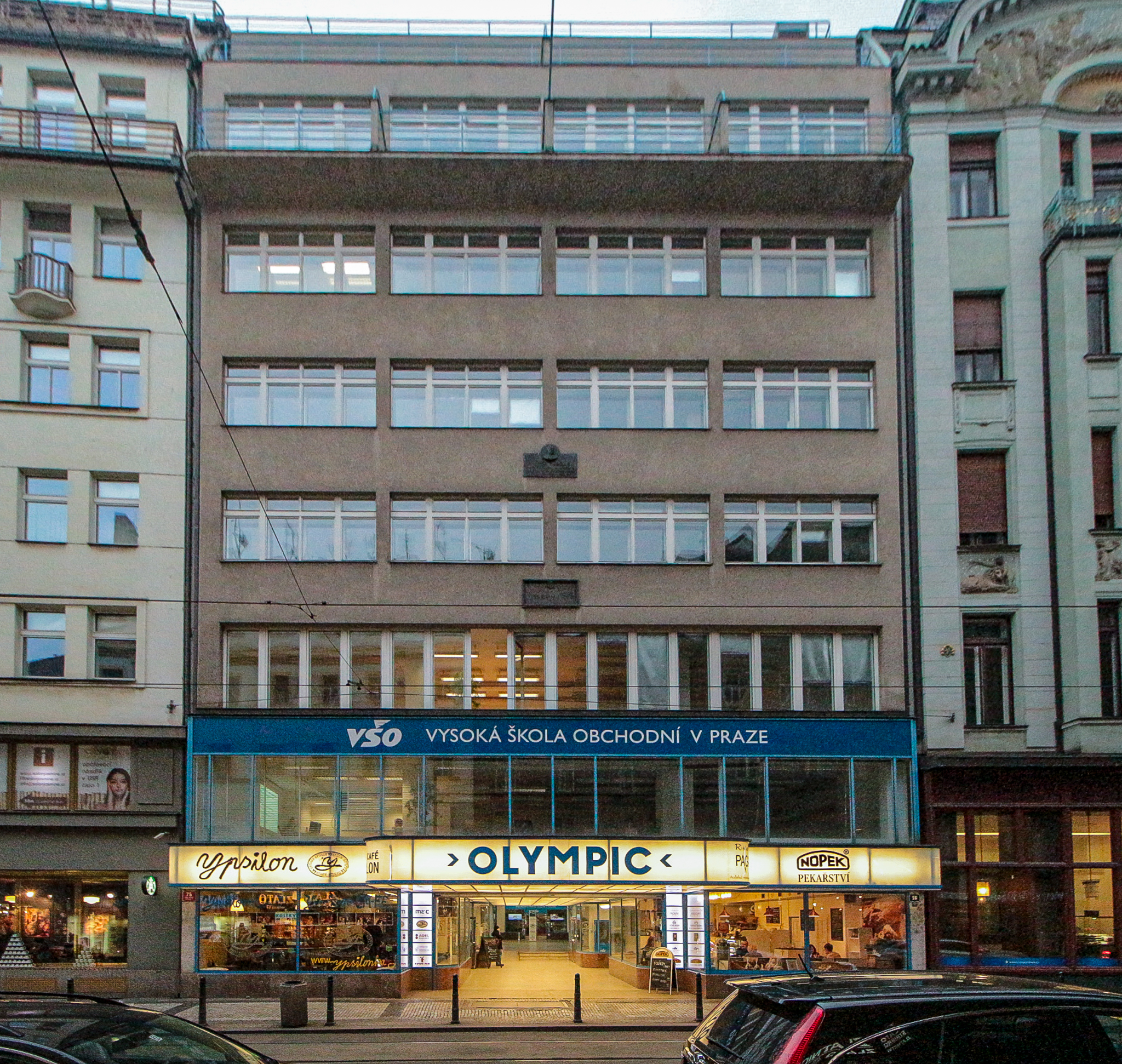
Obchodní dům Olympic v Praze

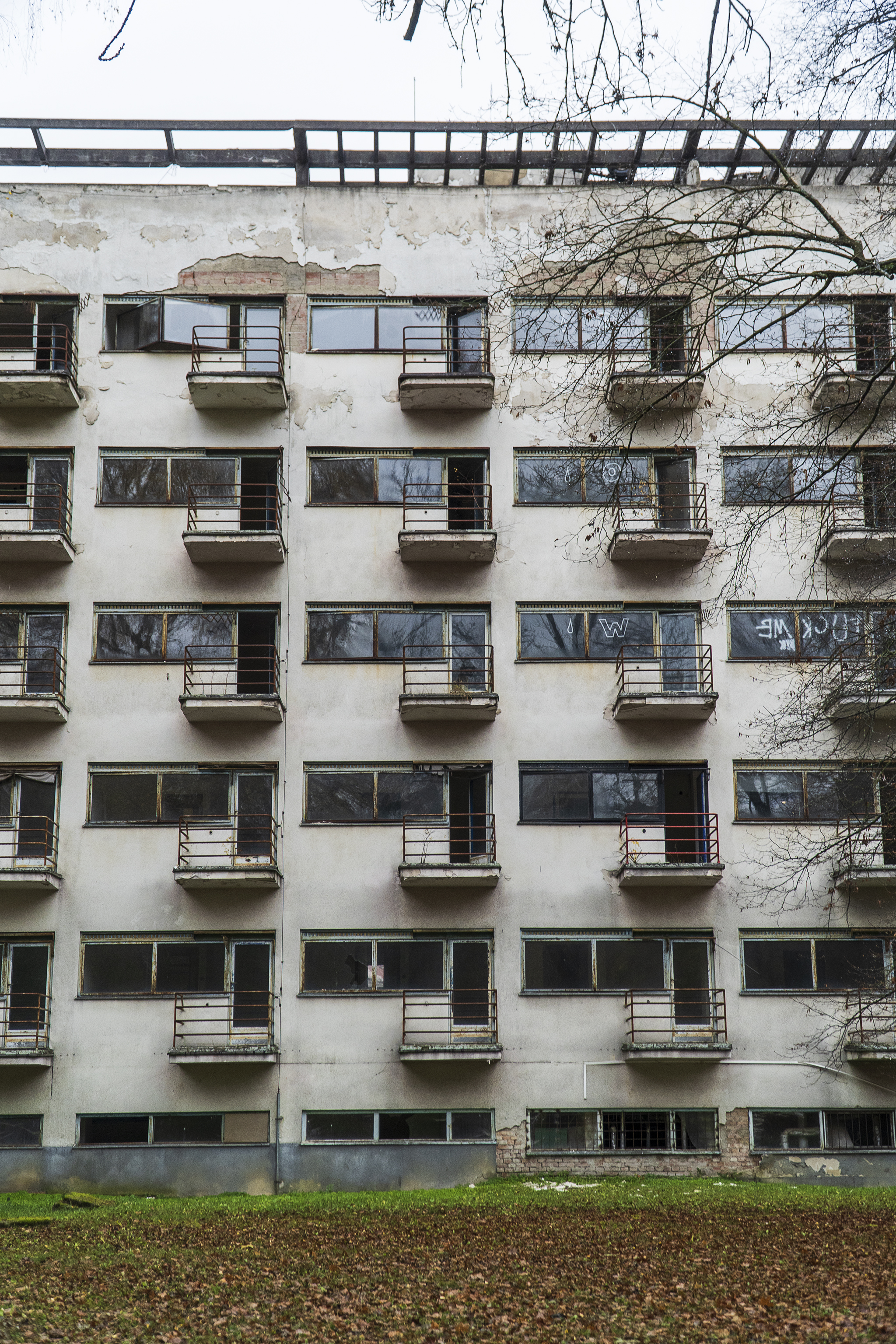
Sanatorium Machnáč v Trenčianských Teplicích, jedna z Krejcarových nejznámějších staveb.

- vila Vladislava Vančury, Zbraslav u Prahy, 1923
- činžovní dům, Domažlická ul., Praha-Žižkov, 1923–24, spolu s Kamilem Roškotem
- Olympic, obchodní, kancelářský a bytový dům, Spálená čp. 16/75, Praha, 1924–27
- vila, Nad olšinami 4, Praha-Strašnice, 1926
- Gibiánova vila, Charlese de Gaulla 2, Praha-Bubeneč, 1927–29
- Jednota soukromých úředníků, kancelářský dům, Praha-Vinohrady, 1930–31 (projekt 1927)
- Láznský dům Machnáč, Trenčianské Teplice, 1929–32
- Strakonice, regulační plán, 1930
- projekt přestavby pražské dopravní sítě, 1931, spolu s J. Špalkem
- Československý pavilón na Mezinárodní výstavě umění a techniky v moderním životě, Paříž, 1937, spolu se Z. Kejřem, B. Soumarem a L. Sutnarem
- rodinný dům, Nad koupadly, Praha-Hodkovičky, 1939

Projekty a návrhy
- velkotržnice, Praha-Žižkov, 1921
- studentské koleje, soutěžní návrh, Praha-Dejvice, 1923
- Úrazová dělnická pojišťovna, Praha, 1924
- Akademické náměstí, soutěžní návrh, Brno, 1925
- vládního centrum na Letné, Praha, 1928
- stadióny v Braníku a na Letné, Praha
- léčebný dům, Karlovy Vary, soutěžní návrh, 1930
- komplex škol, soutěžní návrh, Praha-Dejvice, 1931
- léčebný dům, soutěžní návrh, Poděbrady, 1931
- sanatorium, Starý Smokovec, 1932
- sanatorium, Vyšné Hágy, 1932